# Max Pezzali
Pour les articles homonymes, voir Pezzali.
Max Pezzali, de son vrai nom Massimo Pezzali né le 14 novembre 1967 à Pavie en Lombardie, est un chanteur, auteur et compositeur italien.
Il a fait partie de 1991 à 2002,en tant que chanteur et compositeur, du groupe 883 avec Mauro Repetto, 
Il a entamé une carrière solo à partir de 2002  et vit actuellement à Pavie.
En cumulant sa carrière au sein du groupe 883 et sa carrière solo, Max Pezzali a vendu plus de 10 millions d'albums en Italie, ce qui en fait actuellement un des chanteurs les plus populaires d'Italie.

## Discographie

### Albums
- 1992 - Hanno ucciso l'uomo ragno
- 1993 - Nord sud ovest est
- 1994 - Remix 94
- 1995 - La donna il Sogno & il grande incubo
- 1997 - La dura legge del gol!
- 1998 - Gli anni
- 1999 - Grazie mille
- 2000 - Mille grazie
- 2001 - Uno in più
- 2002 - Love/Life: L'amore e la vita al tempo degli 883
- 2004 - Il mondo insieme a te
- 2005 - Tutto Max
- 2007 - Time Out
- 2008 - Max Live 2008
- 2011 - Terraferma
- 2012 - Hanno ucciso l'uomo ragno 2012
- 2013 - Max 20